# Táo Dougherty

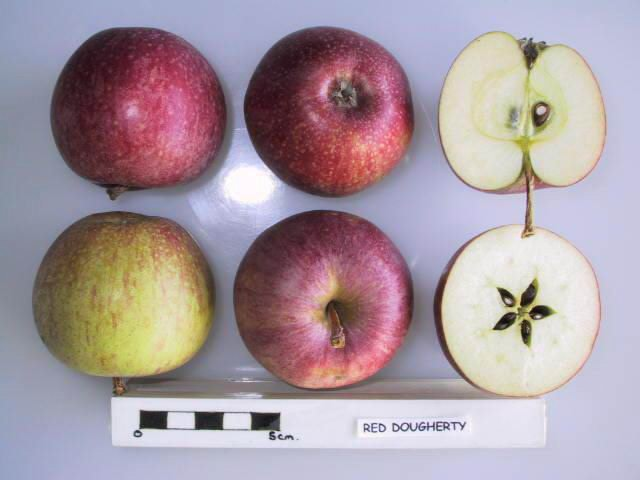
Mặt cắt ngang của Dougherty đỏ

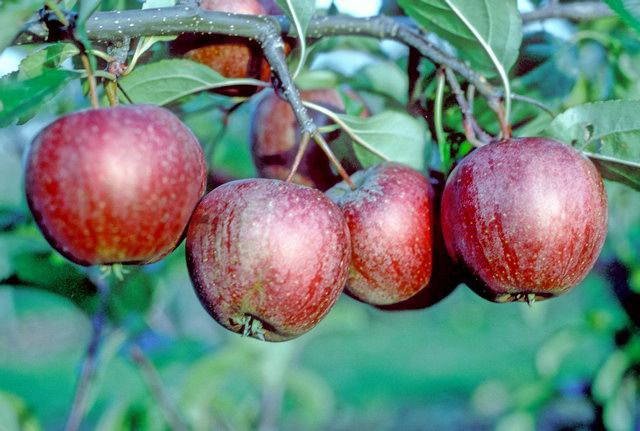
Dougherty chín muộn trong mùa sinh trưởng

' Dougherty' là một giống táo được thuần hóa của Úc, được trồng chủ yếu để xuất khẩu sang Vương quốc Anh, từ đó ra đời một loại đột biến màu đỏ được bán trên thị trường ngày nay mang tên ' Red Dougherty'. 'Dougherty' tạo ra những quả có kích thước trung bình vào cuối mùa, nền da có màu vàng xanh và đỏ ửng. Thịt có màu vàng với hương vị ngọt ngào.
"Red Dougherty" được phát hiện vào khoảng năm 1930  tại Twyford, New Zealand và nhanh chóng trở nên rất phổ biến vì màu sắc hấp dẫn của nó. Nó có sức đề kháng tốt đối với nhiều bệnh và chín vào cuối mùa. Trái cây có kích thước nhỏ, hơi gân, màu đỏ đục vừa với một số russeting. Thịt chắc và có kết cấu tốt, màu trắng xanh, hăng và rất ngọt.
'Red Doughtery' là tổ tiên của quả táo 'Splendor'.